# Allach-Jun
Der Allach-Jun (russisch Аллах-Юнь, jakutisch Ааллаах Үүн) ist ein 586 km langer rechter Nebenfluss des Aldan in Nordostsibirien (Russland, Asien).

## Verlauf
Der Allach-Jun entfließt in etwa 1070 m Höhe dem in den südöstlichen Ausläufern des Werchojansker Gebirges gelegenen Bergsee Amparyndscha (Ампарынджа), der seinerseits vom etwa 35 Kilometer langen Flüsschen Donscha (Доньжа) gespeist wird. Er fließt in vorwiegend südwestlicher Richtung in einem engen Tal entlang dem nordwestlichen Rand des Judoma-Maja-Hochlandes, östlich des Sette-Daban-Kammes. Der Fluss durchschneidet den Ulachan-Bom-Kamm, erreicht die Ebene, wo er eine Vielzahl von Armen bildet, und mündet schließlich in 146 m Höhe etwa 20 Kilometer südwestlich der Siedlung Eldikan in den Aldan. Der Allach-Jun ist in Mündungsnähe etwa 150 Meter breit und zwei Meter tief; die Fließgeschwindigkeit beträgt 1,6 m/s.
Der Quellfluss Donscha entspringt in der Region Chabarowsk, Amparyndscha-See und wenige Kilometer des Allach-Jun-Oberlaufs bilden die Grenze zwischen Region Chabarowsk und Republik Sacha (Jakutien), und im weiteren Verlauf fließt der Fluss ausschließlich auf dem Territorium von Sacha.
Die bedeutendsten Zuflüsse des Allach-Jun sind von rechts die Sachara (Länge 148 km) und von links die Antscha (173 km).

## Hydrographie
Das Einzugsgebiet des Allach-Jun umfasst 24.200 km².
Der Allach-Jun gefriert zwischen Mitte Oktober und der zweiten Maihälfte. Unweit der Mündung beträgt die mittlere Wasserführung 172 m³/s mit einem Minimum von 0,8 m³/s im März und einem Maximum von 559 m³/s im Juni.

## Infrastruktur und Wirtschaft
Unter- und Mittellauf des Allach-Jun sind bei hohem Wasserstand schiffbar.
Das von der Allach-Jun durchflossene Gebiet ist insgesamt sehr dünn besiedelt; im Bereich des Mittellaufes und einiger Nebenflüsse liegen aber mehrere, ab den 1930er-Jahren entstandene Goldsuchersiedlungen (Allach-Jun, Swjosdotschka, Solnetschny) mit zusammen etwa 1500 Einwohnern (2010). Die Einwohnerzahl ist jedoch wegen der durch die Wirtschaftskrise der 1990er-Jahre zwischenzeitlich in diesem Gebiet praktisch zum Erliegen gekommenen Goldförderung stark gesunken (von etwa 8000 Einwohnern 1989).
Nördlich von Solnetschny überquert die 300 Kilometer lange, unbefestigte Straße, die von Eldikan am Aldan nach Jugorjonok an der Judoma führt, auf einer Betonbrücke den Fluss. Die Brücke wurde schon mehrfach von Hochwasser zerstört oder beschädigt, zuletzt im Mai 2008. Eine weiter westlich abzweigende Straße erreicht die flussaufwärts liegende Siedlung Allach-Jun.